# Хосе Хименес
Хосе Мария Хименес де Варгас (на испански: José María Giménez de Vargas; роден на 20 януари 1995 г. във Толедо) е уругвайски футболист, играе като централен защитник и се състезава за испанския Атлетико Мадрид.

## Клубна кариера

### Данубио
Хименес започва професионалната си кариера в отбора на Данубио в Примера дивисион де Уругвай на 12 ноември 2012 година срещу отбора на Ривър Плейт Монтевидео. Хосе започва като титуляр и изиграва пълни 90 минути, а отбора му губи срещата с 2-0.

### Атлетико Мадрид
На 25 април 2013 година Хименес подписва предварителен договор с испанския гранд Атлетико Мадрид, който ще влезе в сила в началото на сезон 2013/14. Сумата по сделката е 900 хиляди евро.
Дебюта си за испанския клуб прави на 14 септември 2013 година, започвайки като титуляр при победата с 4-2 над отбора на Алмерия.
На 6 декември 2014 година Хименес отбелязва първия си гол за Атлетико при победата с 2-0 като гост над Елче. Втория си гол за клуба отбелязва срещу най-големия враг Реал Мадрид, изхвърляйки го от турнира за Купата на Краля след победа с 2-0.

## Национален отбор
Хименес представя Уругвай до 20 години на Световното първенство за младежи през 2013 година в Турция.
Дебютира за Уругвай в квалификация за Световното първенство през 2014 година. срещу Колумбия на 10 септември 2013 година.
Хименес е включен в състава на Оскар Табарес за Световното първенство през 2014 година в Бразилия. Участва в три от четирите мача на Уругвай в турнира.
Първия си гол за Уругвай вкарва през септември 2014 година в контрола срещу Южна Корея.
През май 2015 година Табарес включва Хименес в състава на Уругвай за Копа Америка 2015 в Чили. На 20 юни 2015 година отбелязва гол при равенството 1-1 срещу отбора на Парагвай, което устройва и двата тима да продължат в елиминационната фаза.

## Успехи

### Клубни

#### Атлетико Мадрид
- Примера дивисион: 2013/14
- Суперкупа на Испания: 2014